# روبن ثيك
روبن تشارلز ثيك (بالإنجليزية: Robin Charles Thicke)‏ وهو مغني وكاتب أغاني وموسيقي وممثل أمريكي المولد كندي الأصل و الجنسية ولد في 10 مارس 1977 في مدينة لوس أنجلوس في ولاية كاليفورنيا في الولايات المتحدة، اشتهر بأغنيته Blurred Lines التي احتلت المراتب الأولى في الولايات المتحدة وكندا وأستراليا وغنى مع عدة مغنيين منهم آشير وتي.آي. وفاريل وهو يغني في سول والبوب وهيب هوب.

## روابط خارجية
- روبن ثيك على موقع IMDb (الإنجليزية)
- روبن ثيك على موقع ميوزك برينز (الإنجليزية)
- روبن ثيك على موقع رولينغ ستون (الإنجليزية)
- روبن ثيك على موقع أول موفي (الإنجليزية)
- روبن ثيك على موقع إن إن دي بي (الإنجليزية)
- روبن ثيك على موقع أول ميوزيك (الإنجليزية)
- روبن ثيك على موقع ديسكوغز (الإنجليزية)
- روبن ثيك على موقع قاعدة بيانات الفيلم (الإنجليزية)